# Col de l’Iseran
Der Col de l’Iseran ist mit einer Höhe von 2764 m der höchste überfahrbare Gebirgspass der Alpen. Auf der Passhöhe wird die Höhe ungenau mit 2770 m angegeben.
Der Col de la Bonette ist 2715 m hoch, die 2802 m erreicht man nur durch die Zusatzschleife, die jedoch kein Pass ist.

## Lage
Der Pass liegt im französischen Département Savoie. Die durchgehend asphaltierte Straße ist ein Teil der Route des Grandes Alpes. Sie verbindet hier die Hochtäler der Isère (Tarentaise) und des Arc (Maurienne).
Die eigentliche Passstraße verläuft von Val-d’Isère im Norden nach Bonneval-sur-Arc im Süden. Insbesondere auf der Nordseite hat auch der gut ausgebaute vorhergehende Anstieg von Séez nach Val-d’Isère fast durchweg Passstraßen-Charakter mit Steigungen zwischen sieben und zwölf Prozent (SG 2). Talaufwärts besteht in Sainte-Foy-Tarentaise die letzte Möglichkeit, die Fahrt über einen anderen Pass, den Col du Petit Saint-Bernard fortzusetzen.
Auf der Nordseite befinden sich bekannte Wintersportorte wie Tignes und Val-d’Isère, entlang des Stausees Lac du Chevril bei Tignes führt die Straße durch eine lange Reihe von Galerien und Tunnels, während die Südseite frei durch ein karges Hochtal gelegt wurde.
Die Straße ist nur im Sommer befahrbar; im Winter wird sie als Teil einer Skipiste des Skigebiets Espace Killy benutzt. Im Sommer findet zudem an der Passhöhe auf dem Glacier de Pissailas Sommerskibetrieb statt.
Direkt westlich der Passhöhe befindet sich die Pointe des Lessières, ein relativ einfach zu ersteigender Dreitausender mit einer Höhe von 3041 m und einer eindrucksvollen Aussicht auf die Passstraße.
Über den Pass verläuft die Départementstraße 902 (die ehemalige Route nationale 202). Beide Aufstiege sind mit speziellen Schildern für Radfahrer ausgestattet.

## Tour de France
Der Col de l’Iseran stand schon acht Mal im Programm der Tour de France, zuletzt bei der Tour de France 2019, davor in den Jahren 1938, 1939, 1949, 1963, 1992 und 2007. 1996 stand er ebenfalls auf dem Programm, doch wegen schlechten Wetters wurde die Überquerung damals kurzfristig gestrichen. 2019 musste die 19. Etappe in der Abfahrt wegen schlechten Wetters abgebrochen werden, es wurde die Ankunftszeit auf dem Pass gewertet; als Erster hatte der spätere Gesamtsieger Egan Bernal den Pass erreicht und damit das gelbe Trikot übernommen, er erhielt zudem das Souvenir Henri Desgrange.

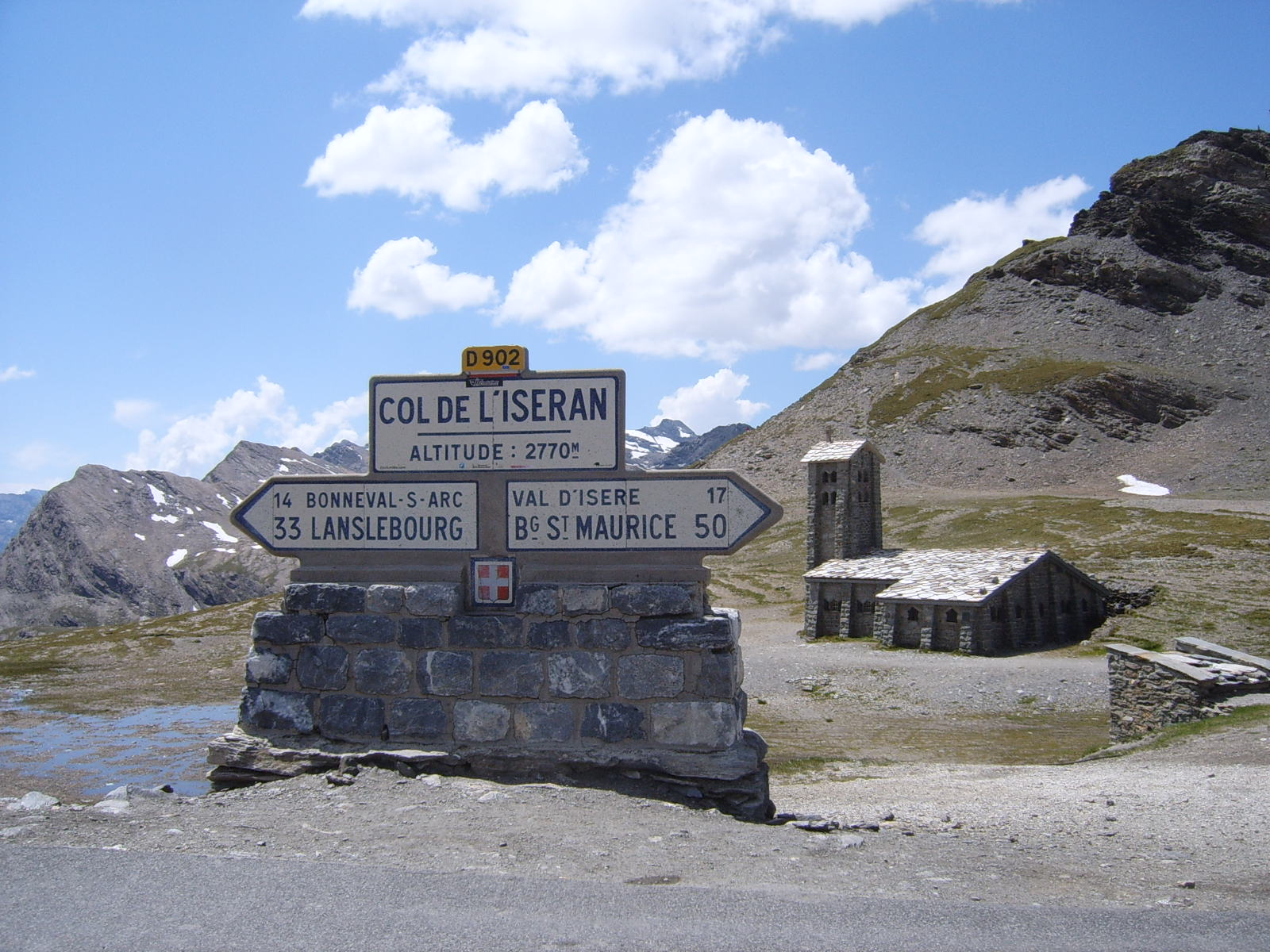
Blick über die Passstraße Richtung West
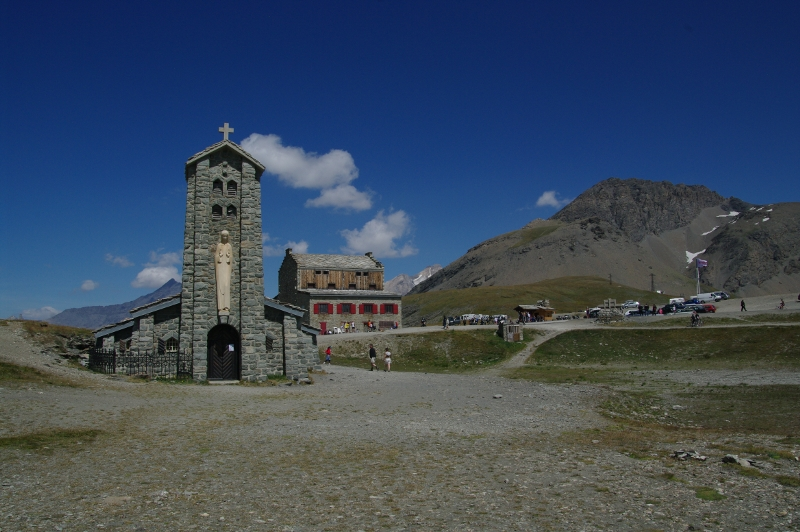
Kapelle mit Statue von Edgar Delvaux
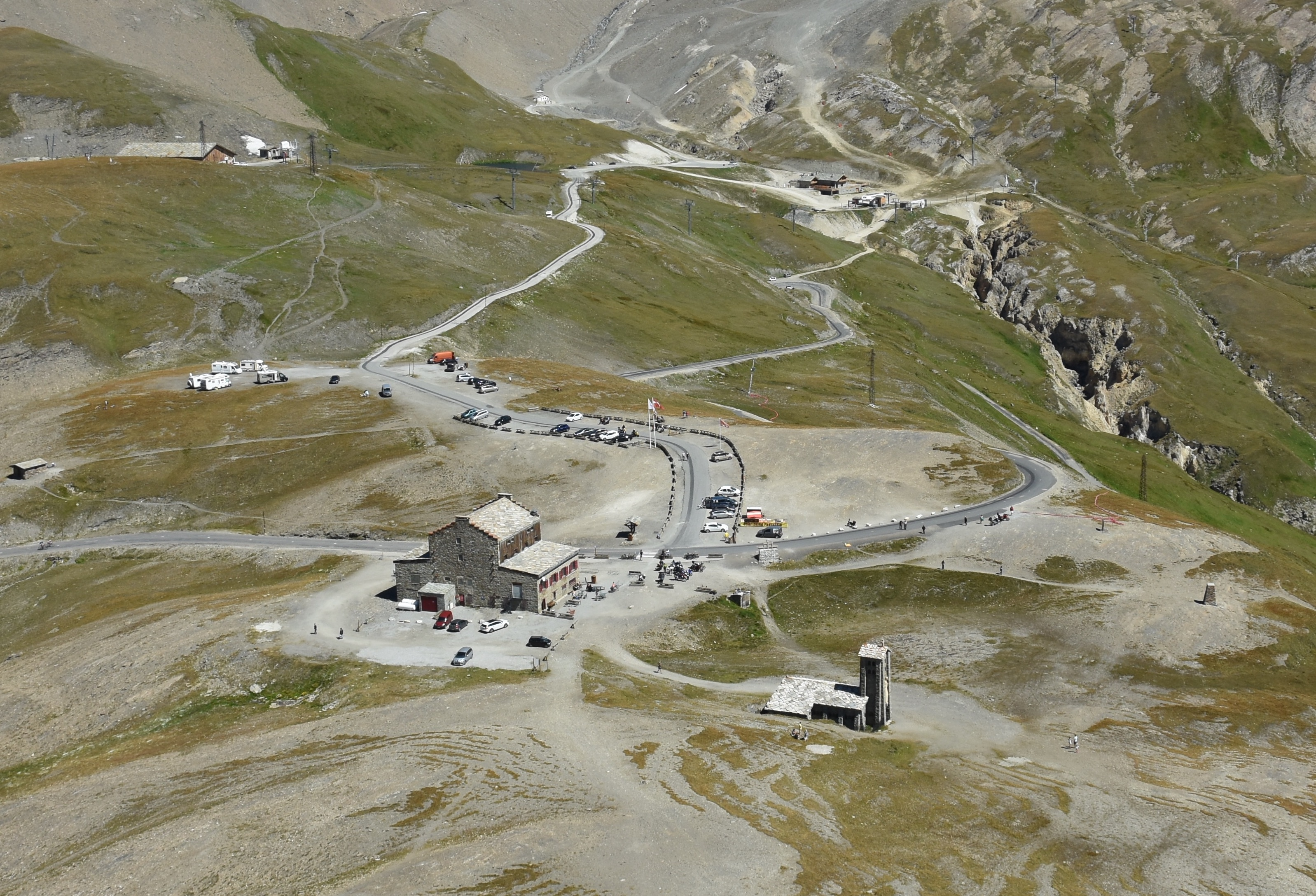
Blick auf die Passhöhe
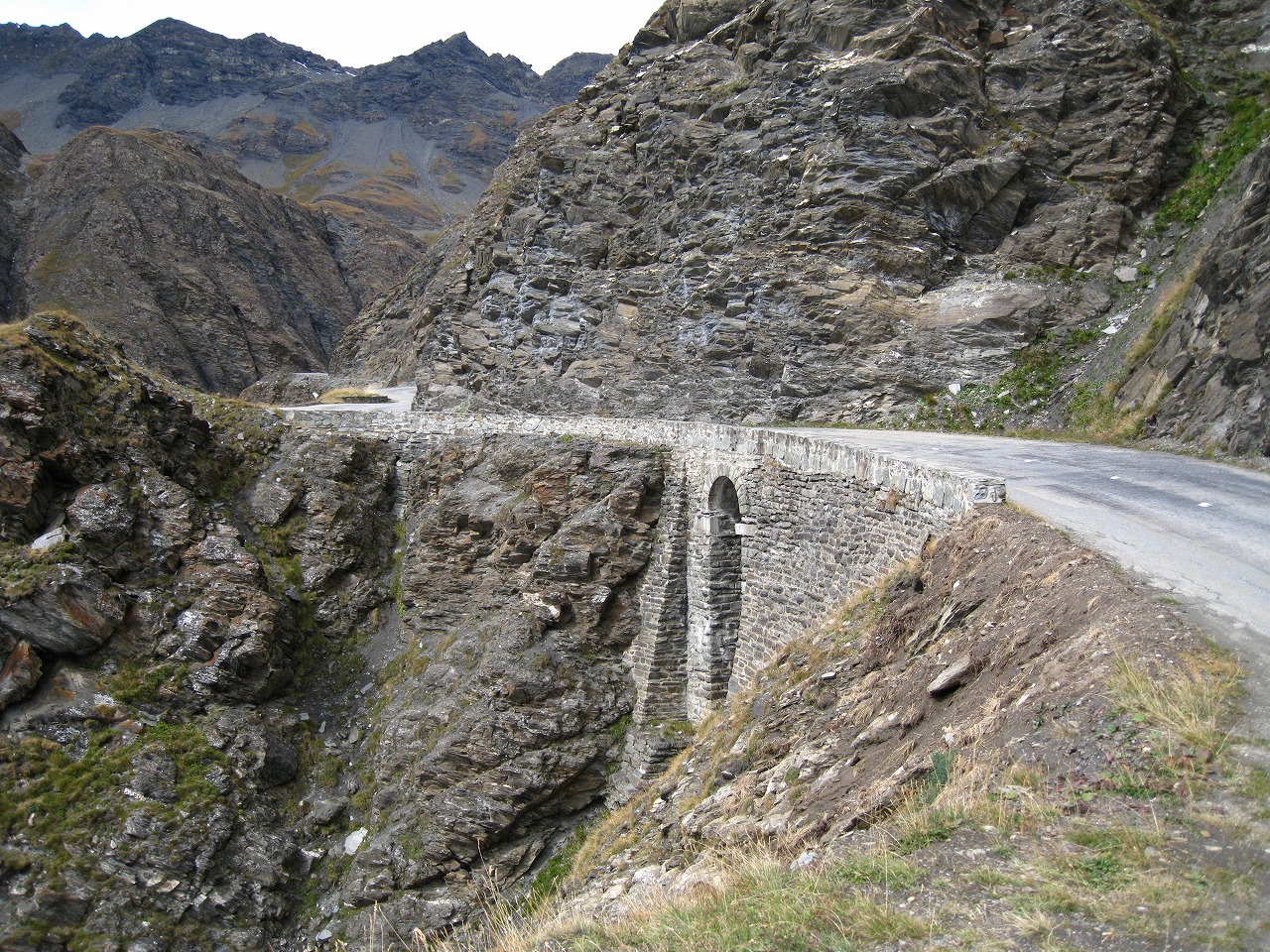
Südseite
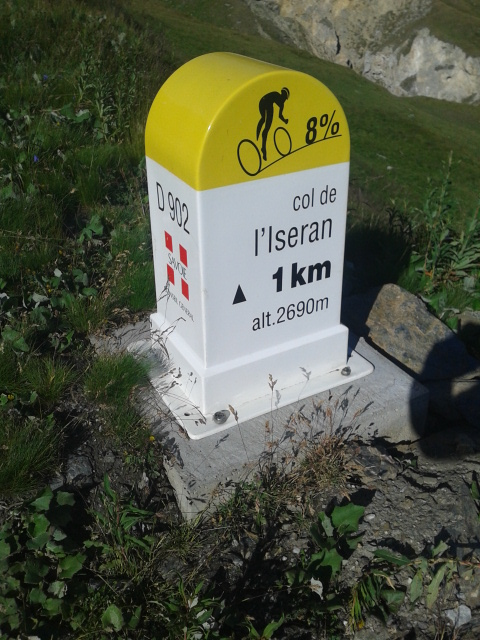
Der letzte spezielle Kilometerstein für Radfahrer im Anstieg von Bonneval-sur-Arc
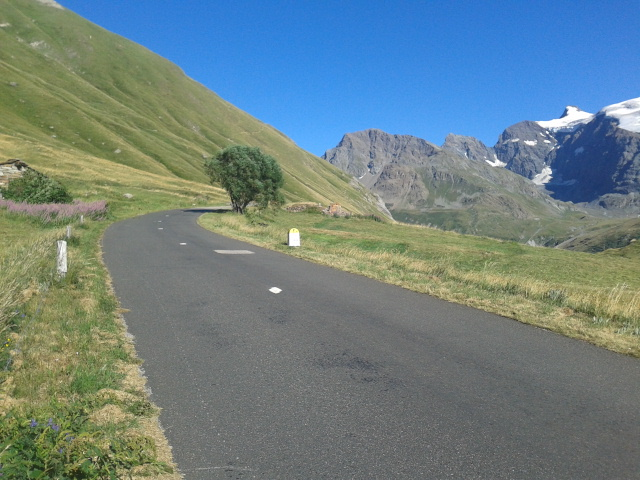
Blick auf die Passstraße im Anstieg von Bonneval-sur-Arc 8 km vor dem Gipfel in 2150 m Höhe